# James Cronin
James Watson Cronin (29 tháng 9 năm 1931 – 25 tháng 8 năm 2016) là một nhà vật lý hạt người Mỹ.

## Tiểu sử
Cronin sinh tại Chicago, Illinois, và học Đại học Giám lý Phương Nam (Southern Methodist University) ở Dallas, Texas. Ông và người đồng khám phá Val Logsdon Fitch đã được trao Giải Nobel Vật lý năm 1980 cho thí nghiệm thực hiện năm 1964 nhằm chứng tỏ một số phản ứng cấp hạ nguyên tử không tuân theo các nguyên lý đối xứng cơ bản. Cụ thể là, họ chứng minh rằng, bằng cách theo dõi sự phân rã của các hạt kaon, thì phản ứng theo chiều ngược lại không cho ra các sản phẩm giống như các hạt tham gia phản ứng theo hướng thuận, cho thấy tương tác ở mức hạt hạ nguyên tử không phải là không khác nhau theo thời gian thuận nghịch. Do vậy hiện tượng vi phạm CP đã được họ khám phá ra.
Cronin nhận giải Ernest Orlando Lawrence năm 1976 cho những đóng góp chính trong vật lý thực nghiệm của ngành vật lý hạt bao gồm công trình nghiên cứu cơ bản về tương tác yếu mà nổi bật là khám phá ra sự bất đối xứng trong các phản ứng theo tọa độ thời gian. Năm 1999, ông nhận Huân chương Khoa học Quốc gia.
Cronin từng là giáo sư danh dự tại Đại học Chicago và phát ngôn viên danh dự của dự án Trạm quan sát Pierre Auger. Cronin là thành viên của Ủy ban các nhà tài trợ cho chuyên san Bulletin of the Atomic Scientists.